# Marco Beasley

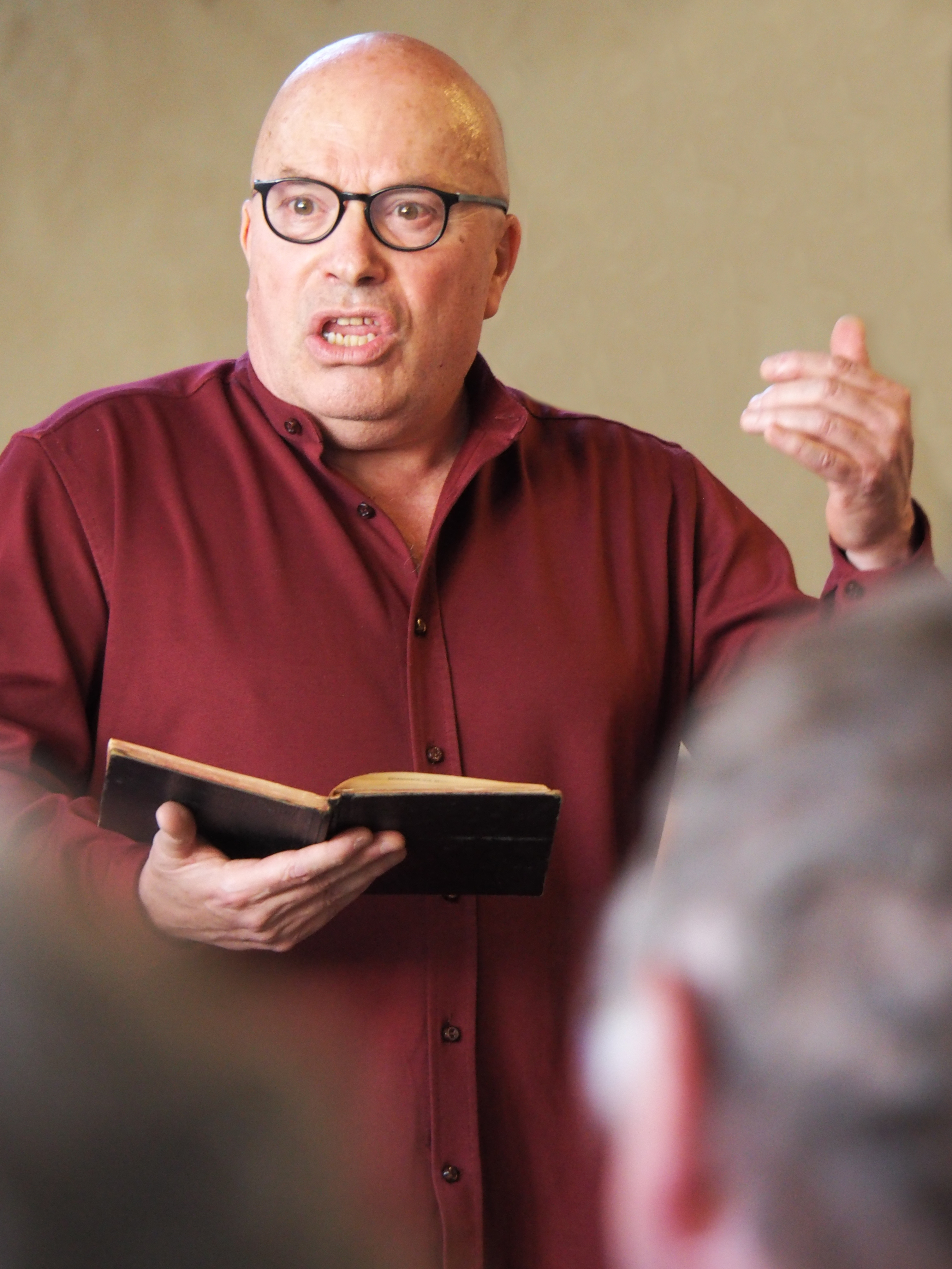
Marco Beasley (2024)

Marco Beasley (* 27. Februar 1957 in Portici) ist ein italienischer Tenor. Er hat sich auf die Interpretation der Musik des italienischen Frühbarock spezialisiert.

## Leben
Marco Beasley wuchs als Sohn eines englischen Vaters und einer italienischen Mutter in Neapel auf, wo er sehr früh Zugang zur traditionellen neapolitanischen Volksmusik sowie zur Alten Musik fand und schon bald sein gesangliches Talent entdeckt wurde.
In den frühen 1980er Jahren studierte er an der Universität Bologna Darstellende Kunst, insbesondere Vokalmusik der Renaissance und des Barock, sowie die musikalische Literatur des 15. und 16. Jahrhunderts. Besonderes Augenmerk richtete er dabei auf die ihm vertraute Musik Süditaliens und die frühen musikalischen Grundprinzipien des rezitierenden Gesanges sowie der weltlichen Polyphonie im Umkreis der Florentiner Camerata.
Prägenden Eindruck hatte auf ihn die Gesangsausbildung bei Cathy Berberian. Gemeinsam mit den Musikern Stefano Rocco und Guido Morini gründete er 1984 das Ensemble Accordone, das sich vorwiegend der Aufführung Alter Musik verschrieben hat, jedoch auch Kompositionen des 19. Jahrhunderts und der Moderne rezipiert. Daneben musizierte er mit Künstlern wie Christina Pluhar, dem Ensemble L’Arpeggiata und dem Nederlands Blazers Ensemble.
Beasleys Aufführungsweise zeichnet sich durch große Lebendigkeit, tiefe Empfindsamkeit für den Klang, eine breite Palette an ausgeprägten Timbres sowie enorme Bühnenpräsenz aus.

## Diskografie
- Il Pianto e il Riso delle Quattro Stagioni dell’Anno (mit Fabrizio Ghiglione): 1992
- Per cantare e sonare (mit Ensemble del Riccio): 1993
- Moro per amore (mit Esteban Velardi): 1994
- Canzoni Villanesche: Neapolitan Love Songs of the 16th Century (mit Daedalus Ensemble): 1994
- Musica Del XV Secolo in Italia (mit Ensemble Ars Italica): 1996
- Liszt: Sacred Choral Music (mit RSI, Diego Fasolis): 1997
- Palestrina: Motets - Missa sine nomine (mit RSI und Diego Fasolis): 1998
- Past Time in Good Company (mit Christina Pluhar und L’Arpeggiata): 1998
- Anima di Mare (mit S. Rocco, F. Accurso, A. Antico): 1998
- Purcell: Ode for St. Cecilia’s Day (mit RSI, Diego Fasolis): 1998
- Carissimi: Jonas, Dives Malus, Beatus Vir (mit RSI, Diego Fasolis): 1998
- Durante: Lamentationes Jeremiae Prophaetae (mit RSI, Diego Fasolis): 1999
- Si Dolce (mit Nederlands Blazer Ensemble): 2000
- Caldara: Stabat Mater (mit RSI, René Clemencic): 2000
- Una Odissea (mit Accordone): 2001
- Dowland in Italia (mit C. Pluhar, Accordone): 2001
- Balsamino/Monteverdi: Novelette e Madrigali (mit RSI, Diego Fasolis): 2002
- Surprise (mit Accordone): 2002
- Il Sogno d’Orfeo (mit Accordone): 2002
- L’Amore Ostinato (mit Accordone): 2002
- Vox Clamans in Solitudine (mit Accordone): 2002
- Novellette E Madrigali (mit Madrigalisti delle RSI und Ensemble Vanitas): 2002
- Meraviglia d’Amore (mit Private Musicke, Pierre Pitzl): 2002
- La Bella Noeva (mit Accordone): 2003
- Homo fugit velut umbra (mit Christina Pluhar und L’Arpeggiata): 2003
- La Tarantella – Antidotum Tarantulae (mit Christina Pluhar und L’Arpeggiata): 2003
- All Improvviso (mit Christina Pluhar und L’Arpeggiata): 2004
- Legrenzi: La morte del cor penitente (mit Sonatori de la Gioiosa Marca): 2004
- Frottole – Italienische Miniaturen des 16. Jahrhunderts (mit Accordone): 2004
- Monteverdi: Vespro della Beata Vergine (mit RSI, Diego Fasolis): 2005
- Durante: Geistliche Chormusik (mit RSI, Diego Fasolis): 2005
- Händel: Dixit Dominus, Dettinger Te Deum (mit RSI, Diego Fasolis): 2005
- La Festa d’Accordone (mit Accordone): 2005
- Su leva, alza le ciglia! (mit Accordone): 2005
- Era di Maggio (mit Ensemble del Riccio): 2006
- Recitar cantando (mit Accordone): 2006
- Una Odissea (mit Nederlands Blazer Ensemble): 2007
- Il Settecento Napoletano (mit Accordone): 2007
- Scarlatti: Il martirio di Santa Cecilia (mit Diego Fasolis): 2008
- Cavalieri: Rappresentatione di Anima, et di Corpo (mit L’Arpeggiata, C. Pluhar): 2009
- Vivifice Spiritus Vitae Vis (mit Accordone): 2009
- Fra’ Diavolo (mit Accordone): 2010
- Castaldi: Ferita d’Amore (mit E. Mascardi, M. Pustilnik): 2010
- Francesconi: Ballata (mit Oper Leipzig): 2011
- Storie di Napoli (mit Accordone): 2012
- Cantate Deo (mit Accordone): 2013
- Il Racconto di Mezzanotte (solo): 2013
- Frescobaldi: Messa sopra l’aria della Monica (mit Teatro Armonico, A. de Marci): 2014
- Solve et Coagula (mit Accordone): 2014